# Frischebach
Der Frischebach, in seinem Oberlauf auch als Wambach bezeichnet, ist ein linksseitiger Zufluss der Ems in Rheine.
Der Bach entspringt südlich des Ortskern von Neuenkirchen und fließt in östliche Richtung durch Sutrum-Harum und durch die Rheiner Ortsteile Catenhorn und Hauenhorst, wo er in die Ems mündet.
Im Jahr 2013 wurden 150 Meter im Bereich der Gemeinde Neuenkirchen „naturnah“ umgestaltet. Anlass war dazu die Umsetzung der Wasserrahmenrichtlinie. Hierbei wurde das Bachbett aufgeweitet, Totholz eingebracht und Steilwände angelegt.